# San Antonio (Zambales)
Pour les articles homonymes, voir San Antonio (homonymie).
San Antonio est une ville de 2e classe située dans la province de Zambales aux Philippines. Selon le recensement de 2010 elle est peuplée de 34 217 habitants.

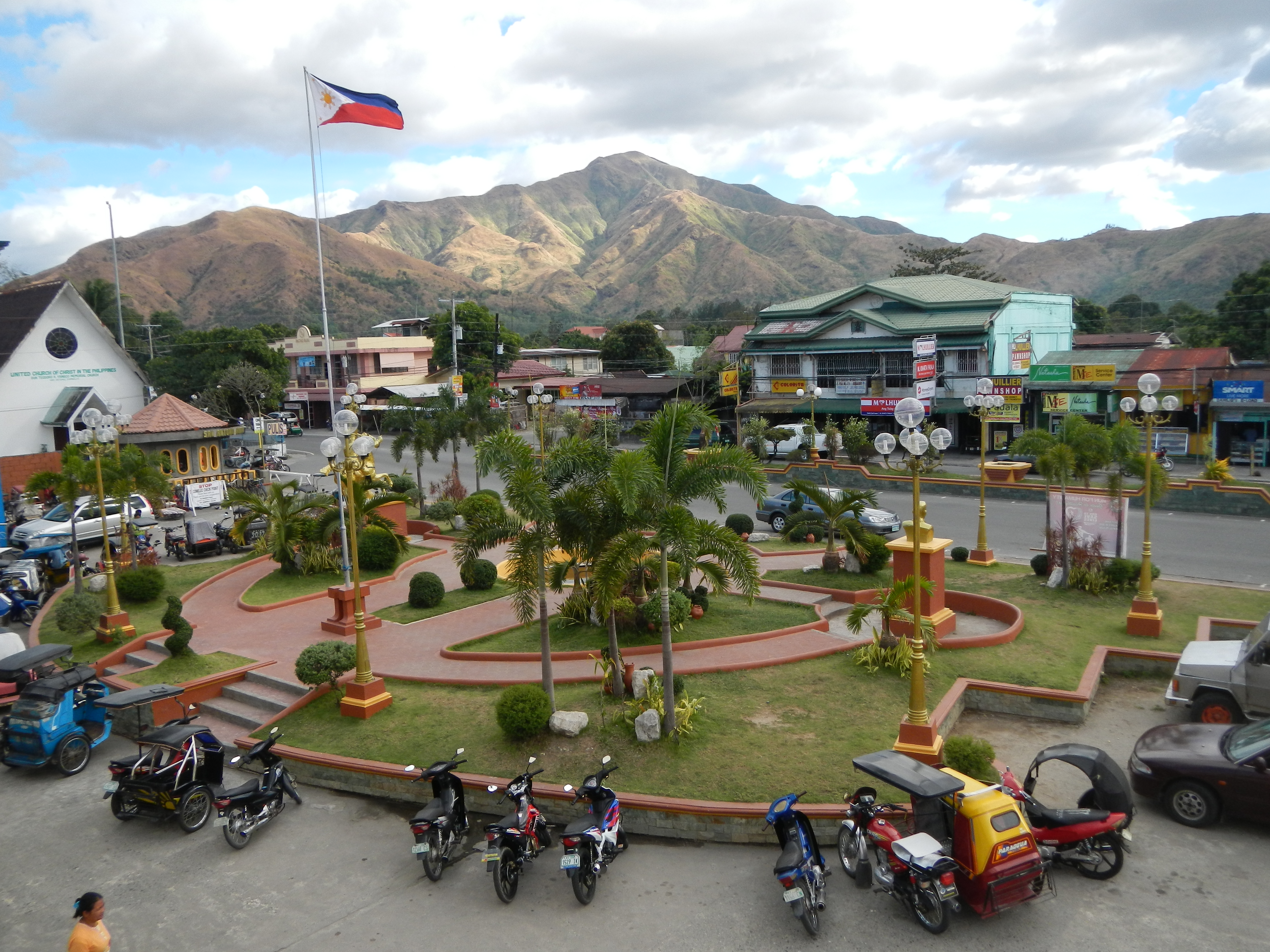
Place municipale avec les montagnes Redondo en arrière-plan

## Barangays
San Antonio est divisée en 14 barangays.
- Angeles
- Antipolo
- Burgos
- Dirita de l'est
- Luna
- Pundaquit
- Rizal
- San Esteban
- San Gregorio
- San Juan
- San Miguel
- San Nicolas
- Santiago
- Dirita de l'ouest

## Démographie
| Année | Habitants | Évolution |
| ----- | --------- | --------- |
| 1995  | 25 765    | -         |
| 2000  | 28 248    | 9,64 %    |
| 2007  | 32 494    | 15,03 %   |
| 2010  | 34 217    | 5,30 %    |